# Chlorion cyaneum
Chlorion cyaneum är en biart som beskrevs av Anders Gustav Dahlbom 1843. Chlorion cyaneum ingår i släktet Chlorion och familjen grävsteklar. Inga underarter finns listade i Catalogue of Life.